# Bryophryne gymnotis
Espèce
Statut de conservation UICN

 LC  : Préoccupation mineure
Bryophryne gymnotis est une espèce d'amphibiens de la famille des Craugastoridae.

## Répartition
Cette espèce est endémique de la province de La Convención dans la région de Cuzco au Pérou. Elle se rencontre entre 3 272 et 3 354 m d'altitude.

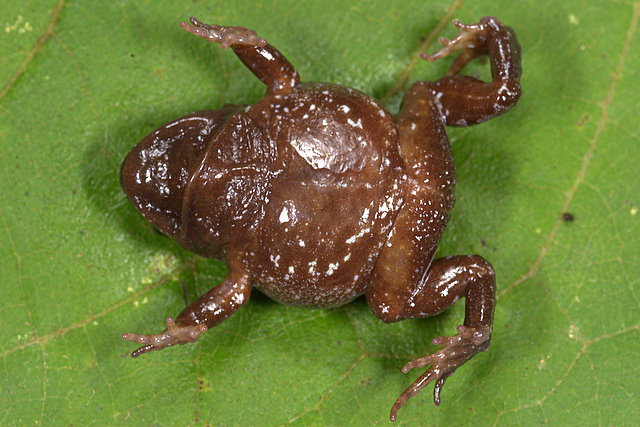
Bryophryne gymnotis

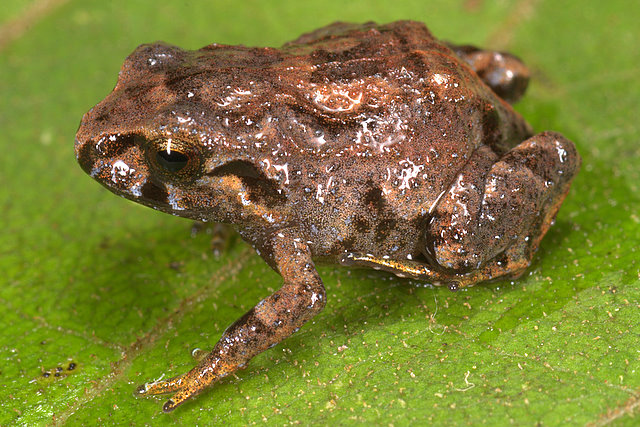
Bryophryne gymnotis

## Publication originale
- Lehr & Catenazzi, 2009 : Three new species of Bryophryne (Anura: Strabomantidae) from the region of Cusco, Peru. South American Journal of Herpetology, vol. 4, no 2, p. 125-138.